# Aneka
Mary Sandeman (Edimburgo, 20 de novembro de 1954), mais conhecida pelo seu nome artístico Aneka (/əˈniːkə/), é uma cantora escocesa. Em 1981, ela alcançou o número um no UK Singles Chart com sua canção "Japanese Boy". Ela era bem conhecida pela imagem oriental que assumiu para a música. Após sua breve incursão na música pop, ela voltou ao seu nome verdadeiro e se restabeleceu como uma cantora talentosa da música tradicional escocesa. 
Em 2002, "Japanese Boy" figurou na trilha sonora do premiado jogo eletrônico Grand Theft Auto: Vice City.

## Discografia

### Álbuns de estúdio
- 1981: Aneka

### Singles
- 1981: "Japanese Boy"
- 1981: "Little Lady"
- 1982: "Ooh Shooby Doo Doo Lang"
- 1982: "I Was Free"
- 1983: "Heart to Beat"
- 1984: "Rose, Rose, I Love You"